# Biologická systematika
Systematika (taxonomie) (z řec. slova systema) vědecky zkoumá druhy a druhovou diverzitu organismů a všechny vztahy mezi nimi. Je součástí biologie. Je nadřazená slovu taxonomie, se kterým se však významově překrývá (taxonomie je teorie a praxe klasifikace organismů podle určitých pravidel do jednotlivých hierarchicky uspořádaných taxonomických kategorií).

## Dělení systematiky
Systematika má následující součásti:
- biologická nomenklatura – systematické pojmenování druhů organismů i dalších taxonů,
- klasifikace – řazení do skupin podle určitých pravidel,
- taxonomie sensu stricto – teoretická taxonomie,
  - mikrotaxonomie – taxonomie druhů a taxonů nižších kategorií,
  - makrotaxonomie – taxonomie vyšších taxonů než druh.

Základní taxonomické kategorie jsou tyto:
- říše = regnum
- kmen, oddělení = phyllum, divisio
- třída = classis
- řád = ordo
- čeleď = familia
- rod = genus
- druh = species

## Současná podoba systému
Rozdělení všech živých organismů je složité, problematické a nejednotné.
Organismy se obvykle dělí do tří domén:
- Archaea
- Bakterie
- Eukaryota

V současné době však již víme, že Eukaryota jsou vnitřní skupinou archeí, takže doména Archaea bez zahrnutí eukaryot je nejspíš parafyletická.
Eukaryota se v současné době zpravidla dělí do několika superskupin, které nejsou vymezeny morfologicky, ale vykazují shodné molekulární znaky:
Amorphea (Amoebozoa – Obazoa) – CruMs – TSAR – Archaeplastida – Cryptista – Haptista – Hemimastigophora
Toto dělení se postupně prosazuje ve znamení pádu tradičních říší, které nevyhovovaly současnému pohledu na reálnou fylogenezi organismů, ale jejich systém je snadno uchopitelný například pro středoškolské učebnice, kde stále přetrvává, jde o tyto taxony: Protozoa (prvoci) — Metazoa (živočichové) — Fungi (houby) — Plantae (rostliny) — Chromista (chromisté)